# Pedra Cuberta
La Pedra Cuberta (la Pierre couverte en français) est un dolmen situé dans la paroisse de Treos de la commune de Vimianzo, dans la province de La Corogne, en Galice, en Espagne.

## Situation
Le dolmen est situé à proximité des dolmens Arca da Piosa, Pedra Moura de Monte Carneo et Pedra da Lebre.

## Description
Le dolmen est de grandes dimensions, avec un couloir d'entrée de 6,6 m de long et de 1,80 m de haut. La dalle de couverture de la chambre principale est manquante.

## Peintures rupestres
Le dolmen présente des figures géométriques peintes en rouge et noir sur fond blanc, probablement du kaolin. Le rouge a été préparé avec de l'oxyde de fer et le noir avec du charbon de bois agglutiné avec de l'ovalbumine. Les figures géométriques comprennent notamment des lignes ondulées dans les directions verticale et horizontale, des cercles concentriques et des triangles.
Les figures géométriques sont disposées en trois parties, tout comme dans le dolmen de Dombate. En bas, on voit deux longues bandes rouges parallèles en forme de vagues, avec des profils droits ressemblant à des zigzags sur certains côtés, et à des arches superposées sur d'autres. Le bas est séparé du milieu par deux bandes, l'une noire et l'autre rouge, avec des lignes ondulées noires en dessous. Le milieu comporte des lignes verticales épaisses. La bande supérieure est séparée par une ligne en zigzag noire et des triangles et contient des lignes ondulées, des zigzags, des bordures rouges, des cercles concentriques et des trapèzes. Ces décorations sont continues et couvrent l'ensemble du monument, couloir et chambre.

## Historique
En 1934, l'archéologue allemand Georg Leisner (es) a publié une description des peintures figurant sur la partie intérieure des orthostates de la chambre et du couloir.
Le dolmen a été déclaré Bien d'intérêt culturel en 2011.

## Galerie

Pedra Cuberta
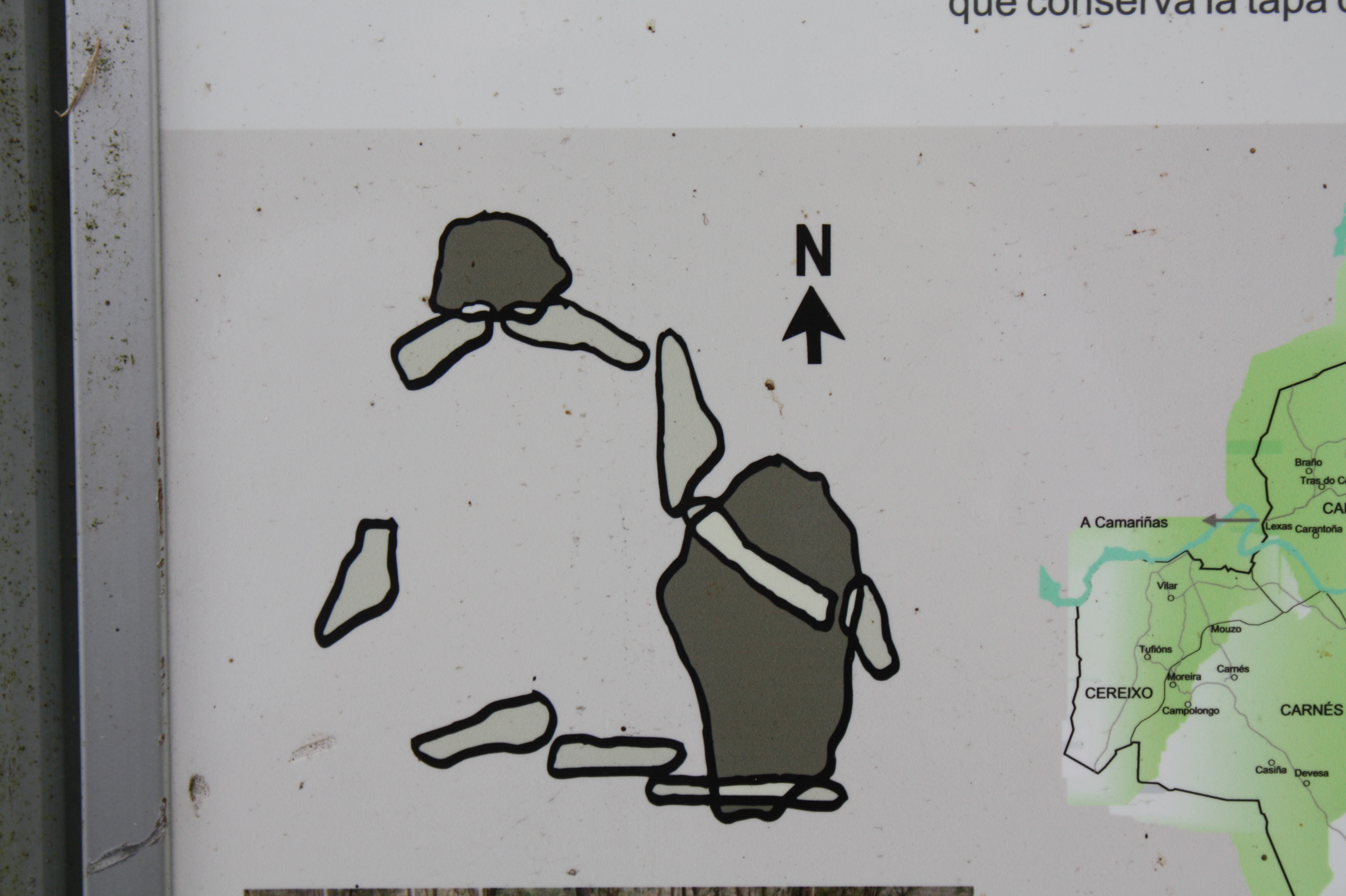
Plan du dolmen
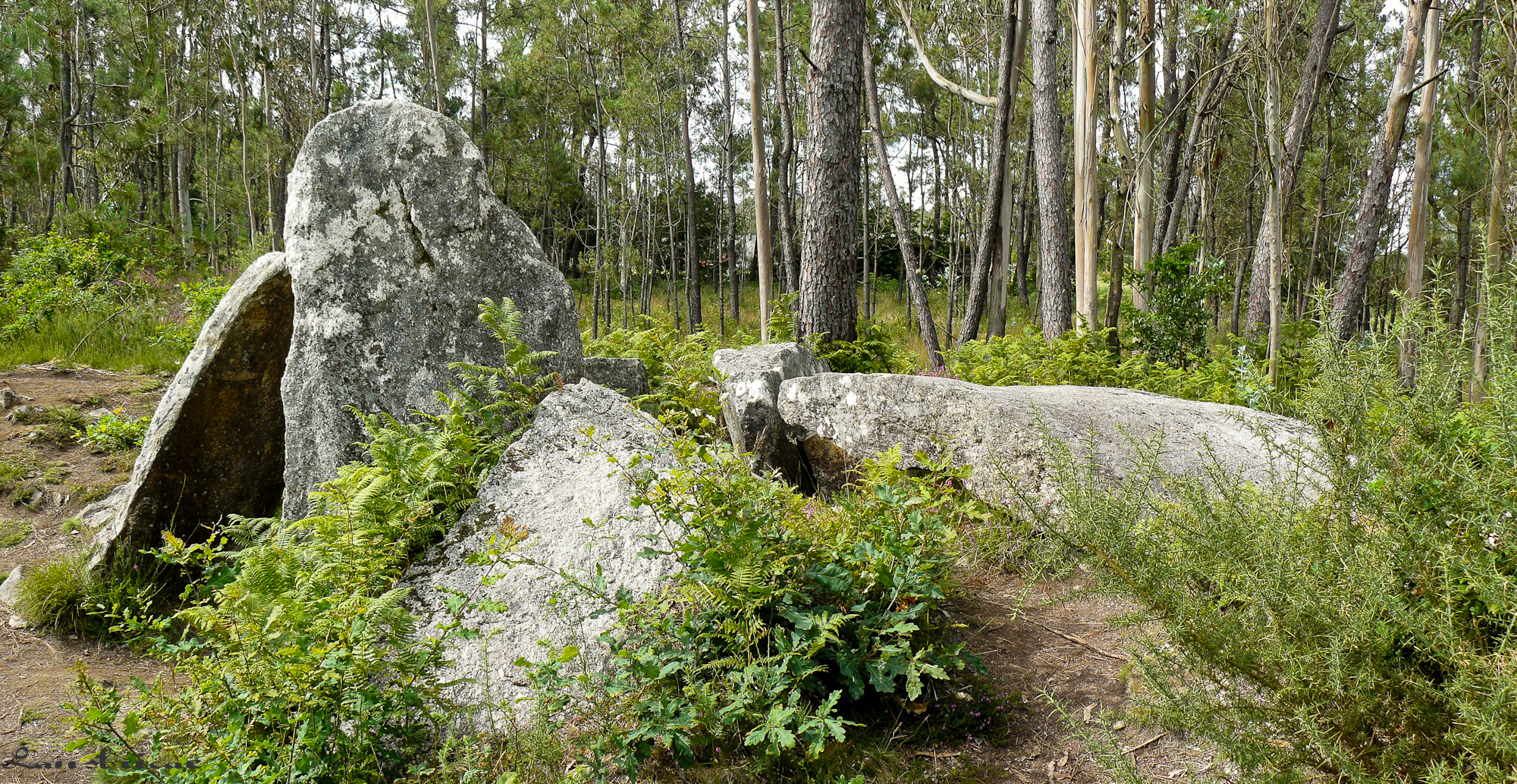
Vue du dolmen